# 距離計
距離計（きょりけい）とは二点間の距離を測る計測機器である。一般に直線で結んだ最短の直線長を測るものをいうが、二点間の経路長を測るものを含む場合もある。前者は光学式、超音波式、レーザー光線式などがあり用途によって使い分けられている。後者にはオドメーターやロードメジャーがある。
- 三角測量によるもの
- 望遠レンズのピントをコントラストなどで検知するもの
コントラスト方式は2地点の差を測るため、三角測量の応用と考えられる。光学系に望遠レンズを使えば有効基線長が長くなり高精度を実現できるが、そうでなければレンジファインダーの方が高精度となる。
- 超音波を使用するもの
対象に向けて超音波を照射し反射して返って来るまでの時間を計る。数メートル程度の距離計の場合、利用される超音波は40キロヘルツ～200キロヘルツ程度である。
暗くても検知可能だが、ガラス越しでは使えない。ポラロイドのオートフォーカスカメラSX-70が超音波方式である。
- レーザー光線を使用するもの

対象に向けてレーザー光線を照射し反射して返って来るまでの時間を計る。対象物が生物の場合に危険が伴うため、カメラには使えない。主に戦車などの射撃統制装置に使用される。
近年は個人でも気軽に購入できる安価なレーザー採用製品がホームセンターや工具店で販売されるようになってきている。
- 軍事用の距離計
陸軍では各砲台、堡塁、野戦軍が携帯使用した。日本陸軍では1883年に野戦用としてゴーティエ距離計を、1887年に海岸高砲台のためにオドゥアール距離計を採用した。以来低砲台のために水平基線距離計を探していた。たまたまイタリアでブラッチャリーニ距離計の性能が日本側の要求に合致するのでブラッチャリーニを招きその構造、用法、学理などを聴取、研究し1897年頃、その垂直基線距離計を採用した。しかしこれに満足することなくドイツから「芭斯式」水平基線距離計を購入、試験し1907年に採用し要塞用距離計はひととおり揃った。音響距離計は日露戦争で実戦に使用し、成績良好であったとして1914年12月に制式として重砲観測具に採用した。これは形態は懐中時計と同様で外方に20.4kmの分画を100mごとに刻み、内方に60秒を刻む。その使用法は敵砲の発射の火花を目撃して竜頭を押下し指針が発動し、射撃の音響を聞いたらただちに竜頭を押下し指針が停止する。指針が指す分画は敵砲までの距離である。分画を看読したのちはさらに竜頭を押下し、指針は0位に復帰する。示される距離は気温摂氏15度すなわち音速340m/secに応じたものであり、精密正確に測定するならば、気温に従って
V = 330.9+0.626（±T）。ただしTは摂氏の気温、0度以下では-、以上は+
D = NV。ただしDは距離（m）、Nは音響の経過時間（sec）
の式によって改算しなければならない。